# Schoenoplectus californicus subsp. tatora
Schoenoplectus californicus subsp. tatora — підвид американської куги Schoenoplectus californicus. Її можна знайти у Південній Америці, особливо на озері Тітікака, середньому узбережжі Перу та на острові Пасхи (територія Чилі) в Тихому океані.

## Опис
Рід Schoenoplectus споріднений із комишем Scirpus і раніше включався до нього. Всі ці рослини дещо нагадують очерет. Schoenoplectus californicus subsp. tatora може досягати шести метрів у висоту, але звичайний розмір — до 4 метрів. Слово tatora походить з мови кечуа.
Жителі узбережжя Перу використовували стебла цієї куги для побудови своїх невеликих гребних рибальських суден — кабаліто-де-тотора, протягом принаймні останніх 3000 років. Народності уру і аймара, корінне населення, що проживало в регіоні озера Тітікака ще до цивілізації інків, дотепер живе на озері Тітікака на плавучих островах, створених з цієї рослини. Уру і аймара також використовують рослину для виготовлення своїх човнів «бальса», що будуються із в'язок сухої куги. На Тітікаці рослина зазвичай росте на глибині води 2,5—3 метрів, але зрідка трапляється і до глибини 5,5 метрів.
Рапануйці на острові Пасхи використовували цей підвид куги — на місцевій мові відомій як нгаату — як матеріал для виготовлення пора (допоміжних засобів для плавання). Пора використовуються для відпочинку та раніше використовувались хопу (чемпіонами кланів), щоб дістатися до острова Моту-Нуї у змаганні тангата ману (птахолюдина). Як рослина потрапила на острів, незрозуміло. Тур Хеєрдал висунув теорію, що цей підвид куги, разом з іншими досягненнями цивілізації, був принесений на острів доісторичними перуанцями, але принаймні настільки ж імовірно, що її принесли птахи. Недавнє дослідження вказує на те, що рослина росте на острові Пасхи принаймні 30 000 років, тобто задовго до того, як на острів прибули перші люди.

## Цікаві факти
З 2016 року куга Schoenoplectus californicus subsp. tatora віднесена до національної культурної спадщини Перу.

## Подальше читання
- Henri J. Dumont, Christine Cocquyt, Michel Fontugne, Maurice Arnold, Jean-Louis Reyss, Jan Bloemendal, Frank Oldfield, Cees L. M. Steenbergen, Henk J. Korthals & Barbara A. Zeeb (1998). The end of moai quarrying and its effect on Lake Rano Raraku, Easter Island. Journal of Paleolimnology. 20 (4): 409—422. Bibcode:1998JPall..20..409D. doi:10.1023/A:1008012720960.